# Napłatki (Świbie)
Napłatki – część wsi Świbie w Polsce, położona w województwie śląskim, w powiecie gliwickim, w gminie Wielowieś.
W latach 1975–1998 Napłatki administracyjnie należały do województwa katowickiego.

## Położenie
Napłatki są położone na północny wschód od wsi Świbie i na północny zachód od wsi Radonia. Są to zabudowania byłego PGR i bloki mieszkalne wbudowane dla pracowników tego gospodarstwa. Zabudowania gospodarcze nie są już eksploatowane, natomiast bloki nadal są zamieszkiwane przez lokatorów.